# Barabbas (roman)
Barabbas är en roman från 1950 av Pär Lagerkvist.
Barabbas är den rövare som blir frigiven istället för Jesus, som får se honom dö på korset och sedan blir bunden vid honom hela sitt liv i vanmäktigt trots. Han förstår mörkret på Golgata, men inte ljuset över den tomma graven. Han söker en tro men förblir instängd i sin egen verklighet. Här gestaltas människans rotlöshet i en värld utan Gud. I en värld där de kristna blir förföljda och korsfästa. Tänk om man inte hittar sin tro eller om tron inte hittar personen den är ämnad för.
Romanen blev internationellt en stor succé och anses vara en avgörande anledning till att Lagerkvist tilldelades Nobelpriset i litteratur 1951.

## Filmatiseringar
Romanen har filmatiserats två gånger: dels den svenska produktionen Barabbas regisserad av Alf Sjöberg (1953), med Ulf Palme som Barabbas, dels den mer internationella Barabbas (1961), då med Anthony Quinn i titelrollen.